# Thiers (Puy-de-Dôme)

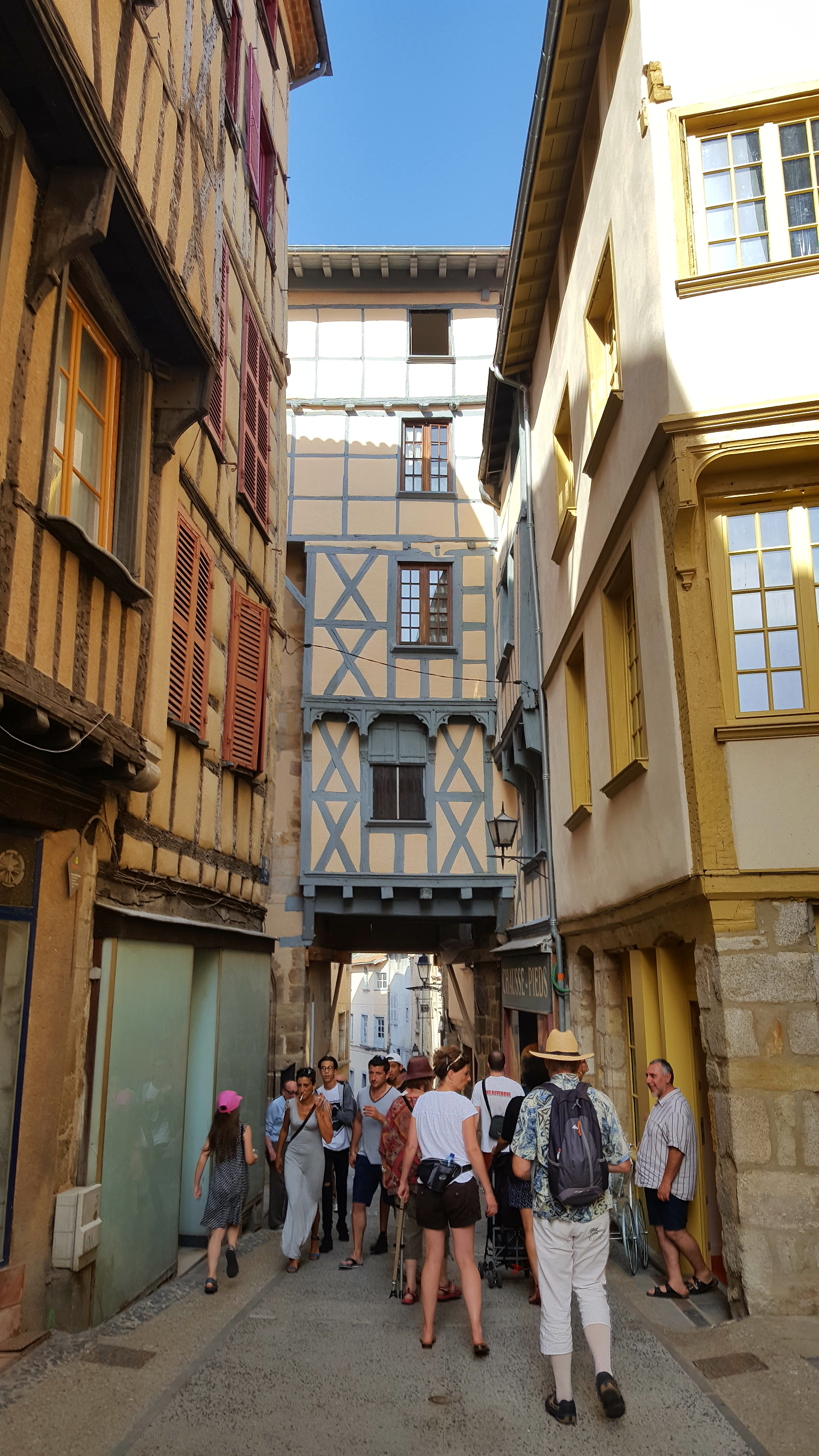
Binnenstad van Thiers

Thiers is een gemeente in het Franse departement Puy-de-Dôme in de regio Auvergne-Rhône-Alpes. De gemeente telde 11.686 inwoners op 1 januari 2022. De plaats is de onderprefectuur van het arrondissement Thiers.
Thiers is vooral bekend voor zijn messenfabricatie.

## Stadsbeeld
Het hoogst gelegen gedeelte is de bovenstad met een aantal historische gebouwen. Een opmerkelijk gebouw is het Château du Pirou, een herenhuis in vakwerk uit 1410. De romaanse kerk Saint-Genès gaat terug tot de 10e eeuw. 
Het lager gelegen stadsdeel huisvest de plaatselijke winkels en ambachtelijke bedrijven.

## Messenmakers
Al in de 13e eeuw werden er in Thiers messen gemaakt, maar de productie op grote schaal begon aan het einde van de 16e eeuw. Toen werd de jurande opgesteld, een statuut dat het messenmaken reguleerde. Het ambacht werd gekenmerkt door een doorgedreven specialisatie. De meester-messenmakers besteedden de verschillende etappen van productie uit aan onderaannemers. Dit zorgde voor een stijging van de kwaliteit maar ook van de kwantiteit. De messenmakers maakten gebruik van de waterkracht van de Durolle, die een sterk verval kent. De eerste messenmakers vestigden zich in de benedenstad, maar later vestigden ze hun werkplaatsen stroomopwaarts van Thiers in de vallée des usines, waar de Durolle door een kloof stroomt. 
Na de komst van elektriciteit verdween de specifieke manier van werken van het ambacht en kwam er industriële productie in de plaats. Ook in de 21e eeuw is Thiers kent steeds de belangrijkste productie van messen in Frankrijk (tot 80%) en werken er ongeveer 2000 mensen in deze industrietak. Sinds 1980 wordt jaarlijks Coutellia georganiseerd, een salon voor artisanaal gefabriceerde messen. Het Musée de la coutellerie toont de geschiedenis en de verschillende aspecten van het messenmaken.

## Geografie
Thiers ligt op een helling van de vallei van de Durolle, een zijrivier van de Dore. De gemeente wordt regelmatig getroffen door zware regenbuien, met een verhoogd risico van aardverschuivingen. 
De oppervlakte van Thiers bedroeg op 1 januari 2022 44,49 vierkante kilometer; de bevolkingsdichtheid was toen 262,7 inwoners per km².
De onderstaande kaart toont de ligging van Thiers met de belangrijkste infrastructuur en aangrenzende gemeenten.

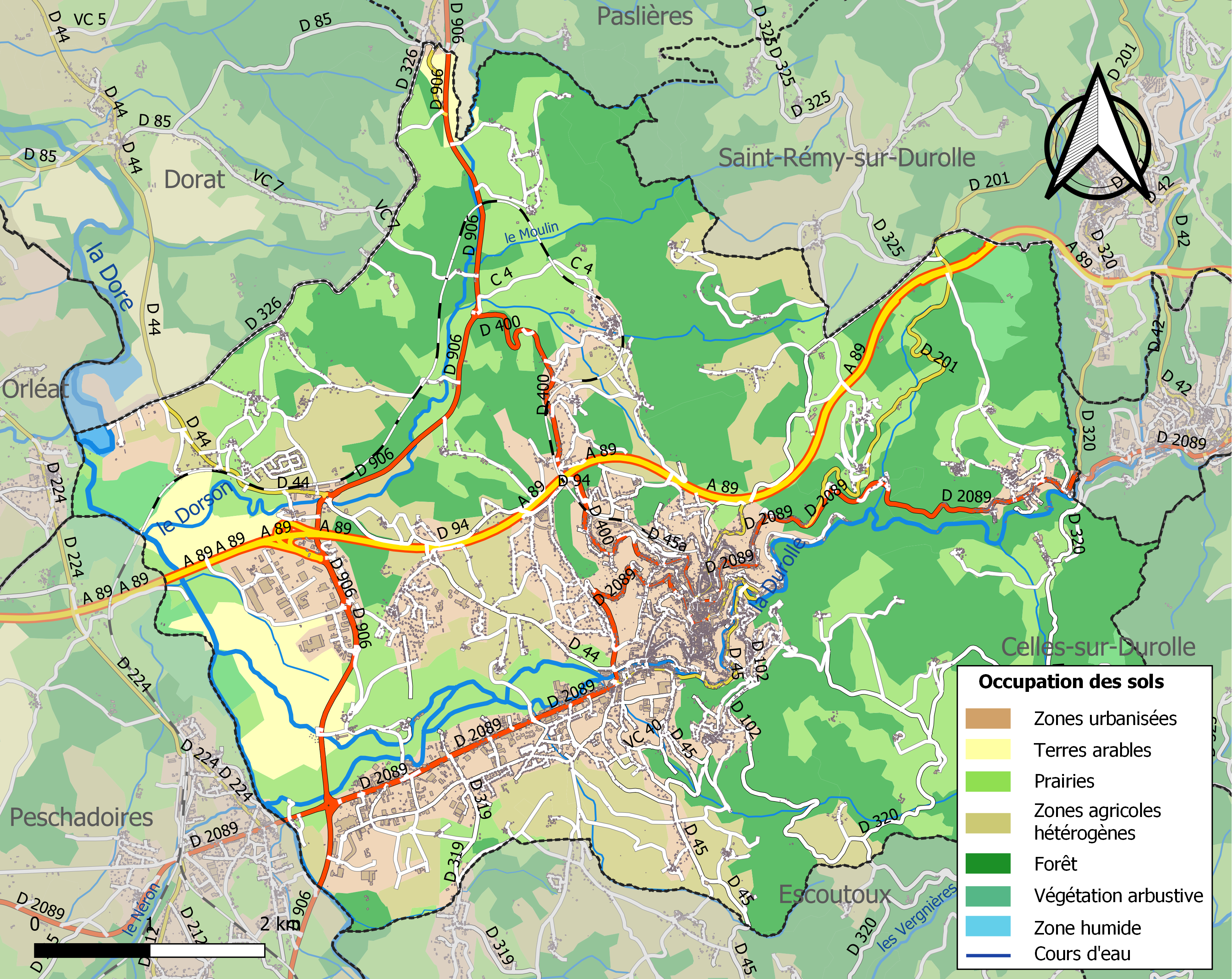

## Verkeer en vervoer
In de gemeente ligt spoorwegstation Thiers. De autosnelweg A89 loopt door de gemeente.

## Demografie
Onderstaande figuur toont het verloop van het inwonertal (bron: INSEE-tellingen).

## Zustersteden
- Engeland Bridgnorth, Shropshire
- Duitsland Schrobenhausen, Beieren